# Antonio Vázquez Baeza
Antonio Vázquez Baeza (Rafal, 1897-Rafal, 30 de octubre de 1990] fue el 5.º alcalde de Rafal (Alicante) durante 8 años, desde 1927 hasta 1935. Fue el primer Alcalde de Rafal salido de las urnas, porque a pesar de que en un principio fue nombrado por el gobernador de Alicante, en 1931 fue reafirmado por el pueblo en las elecciones municipales.

## Alcaldía
Antonio era profesor de educación primaria, aunque nunca ejerció en Rafal.
Accedió a la alcaldía a la edad de 30 años por nombramiento del Gobernador de Alicante Joaquín García Guerrero, que lo eligió a él con motivo de apartar al anterior alcalde y a su facción de los asuntos municipales. 
Llegó al ayuntamiento en 1927 tras la nefasta gestión municipal de Martín Salinas y sus sucesores, a los que dirigía a su antojo. A pesar de que el gobernador Joaquín García Guerrero había depuesto a su antecesor, éste no dejó de intentar recuperar la alcaldía en todo momento y de entorpecer al nuevo alcalde en la medida de lo posible.
Fue quien por primera vez logró un ayuntamiento independiente, que estuviera fuera de las influencias de Martín Salinas.
Antonio, al asumir la alcaldía se decantó rápidamente a favor del sindicato. El sindicato, facción contraria a Martín Salinas, fue quien había asumido la tarea propia de un ayuntamiento ante la dejación de funciones del anterior alcalde. Se encargaron de entablar un acuerdo para que se realizara el primer tendido eléctrico para disponer de energía eléctrica en Rafal y las primeras líneas telefónicas y sin costes para los vecinos. También consiguieron que el gobernador de Alicante aportara una subvención para la mejora de la Calle Mayor y construyeron casas sociales asumibles para los vecinos del municipio. Mientras tanto, el Alcalde Martín en su ansia de poder se había dedicado a obstaculizar al sindicato, al que se oponía por estar éste fuera de su autoridad.
Durante su mandato se celebraron las elecciones municipales del 12 de abril de 1931 en las que fue proclamada la Segunda República Española. A estas elecciones se presentaron el exalcalde Martín Salinas y el que era actual alcalde Antonio Vázquez. Ambos candidatos concurrieron a las elecciones sin representar a ningún partido político. Logró la victoria el vigente alcalde, que se consolidaba en el cargo.
La disputa entre las dos facciones del pueblo, los de Martín Salinas y los del cura (del sindicato) iba a peor, hasta el punto de que en 1934 el párroco Carlos Irles Vinal tuvo que abandonar el municipio temiendo por su vida. En este ambiente tan viciado y con los ciudadanos totalmente divididos en dos bandos enfrentados le tocó gobernar a este alcalde.
Ante una situación en la que la tensión iba en aumento, el alcalde Antonio optó por presentar su dimisión en 1935 tras haber permanecido durante 8 años al frente del consistorio. El ya anciano Martín Salinas aprovechó el vacío de poder dejado tras su dimisión para ocupar la alcaldía por tercera vez sin que nadie se lo impidiese.
| Predecesor: Martín Salinas Valero | Alcalde de Rafal 1927–1935 | Sucesor: Martín Salinas Valero |

- Datos: Q5700091